# Nanti Agung (Kedurang)
Nanti Agung is een bestuurslaag in het regentschap Bengkulu Selatan van de provincie Bengkulu, Indonesië. Nanti Agung telt 412 inwoners (volkstelling 2010).